# Bissia
Bissia är en ort i Burkina Faso.   Den ligger i provinsen Province du Bam och regionen Centre-Nord, i den centrala delen av landet, 90 kilometer norr om huvudstaden Ouagadougou. Bissia ligger 325 meter över havet och antalet invånare är 833.
Terrängen runt Bissia är platt. Närmaste större samhälle är Kongoussi, 16,8 kilometer norr om Bissia.
Trakten runt Bissia består i huvudsak av gräsmarker. Runt Bissia är det ganska tätbefolkat, med 96 invånare per kvadratkilometer.